# Liga Mexicana de Baloncesto Profesional Femenil 2024
La Temporada 2024 de la Liga Mexicana de Baloncesto Profesional Femenil será la undécima campaña e iniciará actividades el viernes 26 de enero y contará con la participación de 12 equipos, de los cuales son cinco nuevos equipos.

## Eventos destacados
- Dentro de los cambios importantes son el regreso de Arturo Flores Carreón como presidente de la LMBPF, así como la llegada de Juan Manuel González como gerente así como la zonificación en la que se distribuirán los equipos.[1]

## Equipos
| Liga Mexicana de Baloncesto Profesional de México 2024 |                         |                              |                        |               |                                       |
| Zona                                                   | Equipo                  | Entrenador                   | Ciudad                 | Miembro desde | Pabellón                              |
| Norte                                                  | Husky's de Querétaro    | Luis Alfredo Ávila Fontes    | Querétaro, Querétaro   | 2024          | Husky's Center                        |
| Norte                                                  | Libélulas de CDMX       | Lisandro Leone               | Ciudad de México       | 2024          | Deportivo Victoria de las Democracias |
| Norte                                                  | Mineras de Zacatecas    | Eduardo Pérez Hernández      | Zacatecas, Zacatecas   | 2024          | Gimnasio Marcelino González           |
| Norte                                                  | Quetzales Sajoma        | Héctor Cárdenas              | Ciudad de México       | 2015          | Deportivo Santos Degollado            |
| Norte                                                  | Toritas de Celaya       | Mónica Cano Hernández        | Celaya, Guanajuato     | 2024          | Gimnasio Míster Q                     |
| Sur                                                    | Avispas de Chilpancingo | Juan Alberto López Rodríguez | Chilpancingo, Guerrero | 2024          | Domo del SUSPEG                       |
| Sur                                                    | Blueskas CDMX           | Roberto Rojas                | Ciudad de México       | 2024          | Deportivo Tirso Hernández             |
| Sur                                                    | CB Cinnamon             | Cristóbal Muñozcano Ríos     | Ciudad de México       | 2024          | Deportivo Victoria de las Democracias |
| Sur                                                    | Mieleras de Guanajuato  | José Carlo Villegas          | Guanajuato, Guanajuato | 2014          | Auditorio Municipal de Yerbabuena     |
| Sur                                                    | Selección Mexicana U18  | Gerardo Guzmán               | Villahermosa, Tabasco  | 2024          | TecNM Campus Villahermosa             |

## Temporada 2024

### Resultados
| Jornada 1            | Jornada 1 | Jornada 1              | Jornada 1                             | Jornada 1   | Jornada 1 | Jornada 1 |
| Local                | Resultado | Visitante              | Estadio                               | Fecha       | Hora      |           |
| -------------------- | --------- | ---------------------- | ------------------------------------- | ----------- | --------- | --------- |
| Blueskas de CDMX     | 50-67     | Avispas de Guerrero    | Deportivo Tirso Hernández             | 27 de enero | 16:00     |           |
| Husky's de Querétaro | 39-92     | Libélulas de CDMX      | Husky's Center                        | 27 de enero | 18:00     |           |
| Mineras de Zacatecas | 75-49     | Toritas de Celaya      | Gimnasio Marcelino González           | 27 de enero | 19:00     |           |
| Quetzales Sajoma     | 88-50     | Selección Mexicana U18 | Deportivo Santos Degollado            | 27 de enero | 19:00     |           |
| CB Cinnamon          | 53-72     | Mieleras de Guanajuato | Deportivo Victoria de las Democracias | 27 de enero | 20:00     |           |

| Jornada 2            | Jornada 2 | Jornada 2              | Jornada 2                             | Jornada 2   | Jornada 2 | Jornada 2 |
| Local                | Resultado | Visitante              | Estadio                               | Fecha       | Hora      |           |
| -------------------- | --------- | ---------------------- | ------------------------------------- | ----------- | --------- | --------- |
| Mineras de Zacatecas | 84-61     | Toritas de Celaya      | Gimnasio Marcelino González           | 28 de enero | 13:00     |           |
| Quetzales Sajoma     | 96-73     | Selección Mexicana U18 | Deportivo Santos Degollado            | 28 de enero | 13:00     |           |
| Blueskas de CDMX     | 30-49     | Avispas de Guerrero    | Deportivo Tirso Hernández             | 28 de enero | 15:00     |           |
| Husky's de Querétaro | 33-86     | Libélulas de CDMX      | Husky's Center                        | 28 de enero | 15:00     |           |
| CB Cinnamon          | 54-73     | Mieleras de Guanajuato | Deportivo Victoria de las Democracias | 28 de enero | 17:00     |           |

| Jornada 3              | Jornada 3 | Jornada 3              | Jornada 3                  | Jornada 3    | Jornada 3 | Jornada 3 |
| Local                  | Resultado | Visitante              | Estadio                    | Fecha        | Hora      |           |
| ---------------------- | --------- | ---------------------- | -------------------------- | ------------ | --------- | --------- |
| Toritas de Celaya      | 34-75     | Libélulas de CDMX      | Gimnasio Míster Q          | 3 de febrero | 18:00     |           |
| Selección Méxicana U18 | 68-56     | CB Cinnamon            | TecNM Campus Villahermosa  | 3 de febrero | 19:00     |           |
| Quetzales Sajoma       | 64-69     | Mineras de Zacatecas   | Deportivo Santos Degollado | 3 de febrero | 19:00     |           |
| Blueskas de CDMX       | 40-73     | Mieleras de Guanajuato | Deportivo Tirso Hernández  | 3 de febrero | 19:00     |           |
| Husky's de Querétaro   | 61-59     | Avispas de Guerrero    | Husky's Center             | 3 de febrero | 19:00     |           |

| Jornada 4              | Jornada 4 | Jornada 4              | Jornada 4                  | Jornada 4    | Jornada 4 | Jornada 4 |
| Local                  | Resultado | Visitante              | Estadio                    | Fecha        | Hora      |           |
| ---------------------- | --------- | ---------------------- | -------------------------- | ------------ | --------- | --------- |
| Toritas de Celaya      | 56-94     | Libélulas de CDMX      | Gimnasio Míster Q          | 4 de febrero | 11:00     |           |
| Selección Méxicana U18 | 64-54     | CB Cinnamon            | TecNM Campus Villahermosa  | 4 de febrero | 12:00     |           |
| Quetzales Sajoma       | 70-63     | Mineras de Zacatecas   | Deportivo Santos Degollado | 4 de febrero | 13:00     |           |
| Blueskas de CDMX       | 34-83     | Mieleras de Guanajuato | Deportivo Tirso Hernández  | 4 de febrero | 13:00     |           |
| Husky's de Querétaro   | 53-67     | Avispas de Guerrero    | Husky's Center             | 4 de febrero | 18:00     |           |

| Jornada 5              | Jornada 5 | Jornada 5              | Jornada 5                             | Jornada 5     | Jornada 5 | Jornada 5 |
| Local                  | Resultado | Visitante              | Estadio                               | Fecha         | Hora      |           |
| ---------------------- | --------- | ---------------------- | ------------------------------------- | ------------- | --------- | --------- |
| Toritas de Celaya      | 64-91     | Quetzales Sajoma       | Gimnasio Míster Q                     | 9 de febrero  | 19:00     |           |
| Selección Mexicana U18 | 35-95     | Mieleras de Guanajuato | TecNM Campus Villahermosa             | 9 de febrero  | 19:00     |           |
| Libélulas de CDMX      | 79-39     | Blueskas de CDMX       |                                       | 9 de febrero  | 20:000    |           |
| CB Cinnamon            | 54-59     | Avispas de Guerrero    | Deportivo Victoria de las Democracias | 9 de febrero  | 21:00     |           |
| Mineras de Zacatecas   | 51-49     | Husky's de Querétaro   | Gimnasio Marcelino González           | 10 de febrero | 19:00     |           |

| Jornada 6              | Jornada 6 | Jornada 6              | Jornada 6                             | Jornada 6     | Jornada 6 | Jornada 6 |
| Local                  | Resultado | Visitante              | Estadio                               | Fecha         | Hora      |           |
| ---------------------- | --------- | ---------------------- | ------------------------------------- | ------------- | --------- | --------- |
| Libélulas de CDMX      | 97-38     | Blueskas de CDMX       |                                       | 10 de febrero | 12:00     |           |
| Selección Mexicana U18 | 43-99     | Mieleras de Guanajuato | TecNM Campus Villahermosa             | 10 de febrero | 18:00     |           |
| Toritas de Celaya      | 56-92     | Quetzales Sajoma       | Gimnasio Míster Q                     | 10 de febrero | 18:00     |           |
| CB Cinnamon            | 64-72     | Avispas de Guerrero    | Deportivo Victoria de las Democracias | 10 de febrero | 20:00     |           |
| Mineras de Zacatecas   | 69-54     | Husky's de Querétaro   | Gimnasio Marcelino González           | 11 de febrero | 12:00     |           |

| Jornada 7            | Jornada 7 | Jornada 7              | Jornada 7                            | Jornada 7     | Jornada 7 | Jornada 7 |
| Local                | Resultado | Visitante              | Estadio                              | Fecha         | Hora      |           |
| -------------------- | --------- | ---------------------- | ------------------------------------ | ------------- | --------- | --------- |
| Toritas de Celaya    | 62-88     | Mieleras de Guanajuato | Gimnasio Míster Q                    | 13 de febrero | 19:00     |           |
| Blueskas de CDMX     | 59-55     | CB Cinnamon            | Deportivo Tirso Hernández            | 13 de febrero | 20:00     |           |
| Libélulas de CDMX    | 89-67     | Mineras de Zacatecas   | Gimnasio Victoria de las Democracias | 13 de febrero | 20:00     |           |
| Husky's de Querétaro | 50-95     | Quetzales Sajoma       | Husky's Center                       | 13 de febrero | 21:00     |           |
| Avispas de Guerrero  | 20-0      | Selección Mexicana U18 |                                      | 19 de marzo   |           |           |

| Jornada 8            | Jornada 8 | Jornada 8              | Jornada 8                            | Jornada 8     | Jornada 8 | Jornada 8 |
| Local                | Resultado | Visitante              | Estadio                              | Fecha         | Hora      |           |
| -------------------- | --------- | ---------------------- | ------------------------------------ | ------------- | --------- | --------- |
| Toritas de Celaya    | 45-75     | Mieleras de Guanajuato | Gimnasio Míster Q                    | 14 de febrero | 19:00     |           |
| Blueskas de CDMX     | 48-57     | CB Cinnamon            | Deportivo Tirso Hernández            | 14 de febrero | 18:00     |           |
| Libélulas de CDMX    | 80-85     | Mineras de Zacatecas   | Gimnasio Victoria de las Democracias | 14 de febrero | 18:00     |           |
| Husky's de Querétaro | 50-81     | Quetzales Sajoma       | Husky's Center                       | 14 de febrero | 21:00     |           |
| Avispas de Guerrero  | 20-0      | Selección Mexicana U18 |                                      | 19 de marzo   |           |           |

| Jornada 9              | Jornada 9 | Jornada 9              | Jornada 9                   | Jornada 9     | Jornada 9 | Jornada 9 |
| Local                  | Resultado | Visitante              | Estadio                     | Fecha         | Hora      |           |
| ---------------------- | --------- | ---------------------- | --------------------------- | ------------- | --------- | --------- |
| Avispas de Guerrero    | 68-78     | Mieleras de Guanajuato | Domo del SUSPEG             | 17 de febrero | 19:00     |           |
| Selección Méxicana U18 | 50-48     | Blueskas de CDMX       | TecNM Campus Villahermosa   | 17 de febrero | 19:00     |           |
| Quetzales Sajoma       | 74-80     | Libélulas de CDMX      | Deportivo Santos Degollado  | 17 de febrero | 19:00     |           |
| Mineras de Zacatecas   | 60-50     | CB Cinnamon            | Gimnasio Marcelino González | 17 de febrero | 19:00     |           |
| Husky's de Querétaro   | 72-86     | Toritas de Celaya      | Husky's Center              | 17 de febrero | 19:00     |           |

| Jornada 10             | Jornada 10 | Jornada 10             | Jornada 10                  | Jornada 10    | Jornada 10 | Jornada 10 |
| Local                  | Resultado  | Visitante              | Estadio                     | Fecha         | Hora       |            |
| ---------------------- | ---------- | ---------------------- | --------------------------- | ------------- | ---------- | ---------- |
| Avispas de Guerrero    | 47-91      | Mieleras de Guanajuato | Domo del SUSPEG             | 18 de febrero | 12:00      |            |
| Selección Mexicana U18 | 66-77      | Blueskas de CDMX       | TecNM Campus Villahermosa   | 18 de febrero | 12:00      |            |
| Quetzales Sajoma       | 67-75      | Libélulas de CDMX      | Deportivo Santos Degollado  | 18 de febrero | 13:00      |            |
| Mineras de Zacatecas   | 72-51      | CB Cinnamon            | Gimnasio Marcelino González | 18 de febrero | 13:00      |            |
| Husky's de Querétaro   | 50-61      | Toritas de Celaya      | Husky's Center              | 18 de febrero | 18:00      |            |

| Jornada 11             | Jornada 11 | Jornada 11           | Jornada 11                        | Jornada 11    | Jornada 11 | Jornada 11 |
| Local                  | Resultado  | Visitante            | Estadio                           | Fecha         | Hora       |            |
| ---------------------- | ---------- | -------------------- | --------------------------------- | ------------- | ---------- | ---------- |
| Toritas de Celaya      | 71-79      | Mineras de Zacatecas | Gimnasio Míster Q                 | 23 de febrero | 18:00      |            |
| Mieleras de Guanajuato | 64-50      | CB Cinnamon          | Auditorio Municipal de Yerbabuena | 23 de febrero | 19:00      |            |
| Avispas de Guerrero    | 68-54      | Blueskas de CDMX     | Domo del SUSPEG                   | 23 de febrero | 19:00      |            |
| Husky's de Querétaro   | 44-88      | Libélulas de CDMX    | Husky's Center                    | 23 de febrero | 21:00      |            |
| Selección Mexicana U18 | 0-20       | Quetzales Sajoma     |                                   | 19 de marzo   |            |            |

| Jornada 12             | Jornada 12 | Jornada 12           | Jornada 12                        | Jornada 12    | Jornada 12 | Jornada 12 |
| Local                  | Resultado  | Visitante            | Estadio                           | Fecha         | Hora       |            |
| ---------------------- | ---------- | -------------------- | --------------------------------- | ------------- | ---------- | ---------- |
| Toritas de Celaya      | 72-85      | Mineras de Zacatecas | Gimnasio Míster Q                 | 24 de febrero | 18:00      |            |
| Mieleras de Guanajuato | 89-46      | CB Cinnamon          | Auditorio Municipal de Yerbabuena | 24 de febrero | 19:00      |            |
| Avispas de Guerrero    | 40-30      | Blueskas de CDMX     | Domo del SUSPEG                   | 24 de febrero | 19:00      |            |
| Husky's de Querétaro   | 41-86      | Libélulas de CDMX    | Husky's Center                    | 24 de febrero | 19:00      |            |
| Selección Mexicana U18 | 0-20       | Quetzales Sajoma     |                                   | 19 de marzo   |            |            |

| Jornada 13             | Jornada 13 | Jornada 13             | Jornada 13                        | Jornada 13    | Jornada 13 | Jornada 13 |
| Local                  | Resultado  | Visitante              | Estadio                           | Fecha         | Hora       |            |
| ---------------------- | ---------- | ---------------------- | --------------------------------- | ------------- | ---------- | ---------- |
| Mineras de Zacatecas   | 92-60      | Quetzales Sajoma       | Gimnasio Marcelino González       | 27 de febrero | 19:00      |            |
| Libélulas de CDMX      | 88-69      | Toritas de Celaya      |                                   | 27 de febrero | 20:00      |            |
| CB Cinnamon            | 20-0       | Selección Mexicana U18 |                                   | 19 de marzo   |            |            |
| Mieleras de Guanajuato | 107-27     | Blueskas de CDMX       | Auditorio Municipal de Yerbabuena | 17 de marzo   | 19:00      |            |
| Avispas de Guerrero    | 0-20       | Husky's de Querétaro   |                                   | 19 de marzo   |            |            |

| Jornada 14             | Jornada 14 | Jornada 14             | Jornada 14                        | Jornada 14    | Jornada 14 | Jornada 14 |
| Local                  | Resultado  | Visitante              | Estadio                           | Fecha         | Hora       |            |
| ---------------------- | ---------- | ---------------------- | --------------------------------- | ------------- | ---------- | ---------- |
| Mineras de Zacatecas   | 84-61      | Quetzales Sajoma       | Gimnasio Marcelino González       | 28 de febrero | 19:00      |            |
| Libélulas de CDMX      | 84-59      | Toritas de Celaya      |                                   | 28 de febrero | 20:00      |            |
| Mieleras de Guanajuato | 96-42      | Blueskas de CDMX       | Auditorio Municipal de Yerbabuena | 18 de marzo   | 19:00      |            |
| CB Cinnamon            | 20-0       | Selección Mexicana U18 |                                   | 19 de marzo   |            |            |
| Avispas de Guerrero    | 20-0       | Husky's de Querétaro   |                                   | 19 de marzo   |            |            |

| Jornada 15             | Jornada 15 | Jornada 15             | Jornada 15                        | Jornada 15 | Jornada 15 | Jornada 15 |
| Local                  | Resultado  | Visitante              | Estadio                           | Fecha      | Hora       |            |
| ---------------------- | ---------- | ---------------------- | --------------------------------- | ---------- | ---------- | ---------- |
| Blueskas de CDMX       | 46-74      | Libélulas de CDMX      | Deportivo Tirso Hernández         | 2 de marzo | 16:00      |            |
| Quetzales Sajoma       | 77-52      | Toritas de Celaya      | Deportivo Santos Degollado        | 2 de marzo | 19:00      |            |
| Mieleras de Guanajuato | 99-66      | Selección Mexicana U18 | Auditorio Municipal de Yerbabuena | 2 de marzo | 19:00      |            |
| Husky's de Querétaro   | 50-84      | Mineras de Zacatecas   | Husky's Center                    | 2 de marzo | 19:00      |            |
| Avispas de Guerrero    | 20-0       | Cinnamon               |                                   | 2 de marzo | 2 de marzo |            |

| Jornada 16             | Jornada 16 | Jornada 16             | Jornada 16                        | Jornada 16 | Jornada 16 | Jornada 16 |
| Local                  | Resultado  | Visitante              | Estadio                           | Fecha      | Hora       |            |
| ---------------------- | ---------- | ---------------------- | --------------------------------- | ---------- | ---------- | ---------- |
| Mieleras de Guanajuato | 89-50      | Selección Mexicana U18 | Auditorio Municipal de Yerbabuena | 3 de marzo | 11:00      |            |
| Quetzales Sajoma       | 72-81      | Toritas de Celaya      | Deportivo Santos Degollado        | 3 de marzo | 13:00      |            |
| Blueskas de CDMX       | 45-81      | Libélulas de CDMX      | Deportivo Tirso Hernández         | 3 de marzo | 15:00      |            |
| Husky's de Querétaro   | 49-94      | Mineras de Zacatecas   | Husky's Center                    | 3 de marzo | 18:00      |            |
| Avispas de Guerrero    | 20-0       | CB Cinnamon            |                                   | 3 de marzo | 3 de marzo |            |

| Jornada 17             | Jornada 17 | Jornada 17           | Jornada 17                            | Jornada 17 | Jornada 17 | Jornada 17 |
| Local                  | Resultado  | Visitante            | Estadio                               | Fecha      | Hora       |            |
| ---------------------- | ---------- | -------------------- | ------------------------------------- | ---------- | ---------- | ---------- |
| Mineras de Zacatecas   | 50-56      | Libélulas de CDMX    | Gimnasio Marcelino González           | 9 de marzo | 19:00      |            |
| Quetzales Sajoma       | 66-53      | Husky's de Querétaro | Deportivo Santos Degollado            | 9 de marzo | 19:00      |            |
| Mieleras de Guanajuato | 114-55     | Toritas de Celaya    | Auditorio Municipal de Yerbabuena     | 9 de marzo | 19:00      |            |
| CB Cinnamon            | 92-55      | Blueskas de CDMX     | Deportivo Victoria de las Democracias | 9 de marzo | 20:00      |            |
| Selección Mexicana U18 | 58-68      | Avispas de Guerrero  |                                       | 9 de marzo |            |            |

| Jornada 18             | Jornada 18 | Jornada 18           | Jornada 18                            | Jornada 18  | Jornada 18 | Jornada 18 |
| Local                  | Resultado  | Visitante            | Estadio                               | Fecha       | Hora       |            |
| ---------------------- | ---------- | -------------------- | ------------------------------------- | ----------- | ---------- | ---------- |
| Mineras de Zacatecas   | 57-69      | Libélulas de CDMX    | Gimnasio Marcelino González           | 10 de marzo | 13:00      |            |
| Quetzales Sajoma       | 68-45      | Husky's de Querétaro | Deportivo Santos Degollado            | 10 de marzo | 13:00      |            |
| Mieleras de Guanajuato | 110-60     | Toritas de Celaya    | Auditorio Municipal de Yerbabuena     | 10 de marzo | 13:00      |            |
| CB Cinnamon            | 91-57      | Blueskas de CDMX     | Deportivo Victoria de las Democracias | 10 de marzo | 17:00      |            |
| Selección Mexicana U18 | 54-72      | Avispas de Guerrero  |                                       | 18 de marzo |            |            |

| Jornada 19             | Jornada 19 | Jornada 19             | Jornada 19                            | Jornada 19  | Jornada 19 | Jornada 19 |
| Local                  | Resultado  | Visitante              | Estadio                               | Fecha       | Hora       |            |
| ---------------------- | ---------- | ---------------------- | ------------------------------------- | ----------- | ---------- | ---------- |
| Toritas de Celaya      | 76-49      | Husky's de Querétaro   | Gimnasio Míster Q                     | 16 de marzo | 16:00      |            |
| Libélulas de CDMX      | 53-55      | Quetzales Sajoma       |                                       | 16 de marzo | 18:00      |            |
| CB Cinnamon            | 83-46      | Mineras de Zacatecas   | Deportivo Victoria de las Democracias | 16 de marzo | 18:00      |            |
| Mieleras de Guanajuato | 97-43      | Avispas de Guerrero    | Auditorio Municipal de Yerbabuena     | 17 de marzo | 19:00      |            |
| Blueskas               | 61-51      | Selección Mexicana U18 | Deportivo Tirso Hernández             |             |            |            |

| Jornada 20             | Jornada 20 | Jornada 20             | Jornada 20                            | Jornada 20  | Jornada 20 | Jornada 20 |
| Local                  | Resultado  | Visitante              | Estadio                               | Fecha       | Hora       |            |
| ---------------------- | ---------- | ---------------------- | ------------------------------------- | ----------- | ---------- | ---------- |
| Toritas de Celaya      | 87-57      | Husky's de Querétaro   | Gimnasio Míster Q                     | 17 de marzo | 13:00      |            |
| CB Cinnamon            | 70-66      | Mineras de Zacatecas   | Deportivo Victoria de las Democracias | 17 de marzo | 16:00      |            |
| Libélulas de CDMX      | 87-75      | Quetzales Sajoma       |                                       | 17 de marzo | 20:00      |            |
| Mieleras de Guanajuato | 86-50      | Avispas de Guerrero    | Auditorio Municipal de Yerbabuena     | 18 de marzo | 13:00      |            |
| Blueskas               | 67-58      | Selección Mexicana U18 |                                       |             |            |            |

### Clasificación
| Zona Norte |           |    |    |    |      |      |      |      |
| Posición   | Equipo    | JJ | JG | JP | PF   | PC   | DIF  | PTOS |
| 1          | Libélulas | 20 | 18 | 2  | 1473 | 943  | 530  | 38   |
| 2          | Mineras   | 20 | 14 | 6  | 1366 | 1188 | 178  | 34   |
| 3          | Quetzales | 20 | 13 | 7  | 1222 | 1037 | 185  | 33   |
| 4          | Toritas   | 20 | 5  | 15 | 1169 | 1554 | -385 | 25   |
| 5          | Husky's   | 20 | 2  | 18 | 842  | 1309 | -467 | 22   |

| Zona Sur |               |    |    |    |      |      |      |      |
| Posición | Equipo        | JJ | JG | JP | PF   | PC   | DIF  | PTOS |
| 1        | Mieleras      | 20 | 20 | 0  | 1575 | 901  | 674  | 40   |
| 2        | Avispas       | 20 | 14 | 6  | 729  | 748  | -19  | 34   |
| 3        | Cinnamon      | 20 | 7  | 13 | 817  | 937  | -120 | 25   |
| 4        | Blueskas      | 20 | 4  | 16 | 821  | 1140 | -319 | 24   |
| 5        | Selección U18 | 20 | 3  | 17 | 670  | 927  | -257 | 23   |

| Clasificado a los playoffs |

| Eliminado de los playoffs |

- Actualizada al 18 de marzo de 2024.[2]

### Playoffs
|  | cuartos de final      | cuartos de final      | cuartos de final      |             |    | Semifinales   | Semifinales   | Semifinales   |  |    | Final             | Final             | Final             |  |
|  | 23 marzo - 7 de abril | 23 marzo - 7 de abril | 23 marzo - 7 de abril |             |    | 12 - 19 abril | 12 - 19 abril | 12 - 19 abril |  |    | 26 abril - 1 mayo | 26 abril - 1 mayo | 26 abril - 1 mayo |  |
|  |                       |                       |                       |             |    |               |               |               |  |    |                   |                   |                   |  |
|  |                       |                       |                       |             |    |               |               |               |  |    |                   |                   |                   |  |
|  | 1N                    | Libélulas             | 3                     |             |    |               |               |               |  |    |                   |                   |                   |  |
|  | 1N                    | Libélulas             | 3                     |             |    |               |               |               |  |    |                   |                   |                   |  |
|  | 4S                    | Blueskas              | 0                     |             |    |               |               |               |  |    |                   |                   |                   |  |
|  | 4S                    | Blueskas              | 0                     |             | 1N | Libélulas     | 3             |               |  |    |                   |                   |                   |  |
|  |                       |                       |                       |             | 1N | Libélulas     | 3             |               |  |    |                   |                   |                   |  |
|  |                       |                       | 3N                    | Quetzales   | 0  |               |               |               |  |    |                   |                   |                   |  |
|  | 2S                    | Avispas               | 3N                    | Quetzales   | 0  | 1             |               |               |  |    |                   |                   |                   |  |
|  | 2S                    | Avispas               |                       |             |    |               |               |               |  |    |                   |                   |                   |  |
|  | 3N                    | Quetzales             | 3                     |             |    |               |               |               |  |    |                   |                   |                   |  |
|  | 3N                    | Quetzales             | 3                     |             |    |               |               |               |  | 1N | Libélulas         | 1                 |                   |  |
|  |                       |                       |                       |             |    |               |               |               |  | 1N | Libélulas         | 1                 |                   |  |
|  |                       |                       | 1S                    | Mieleras    | 3  |               |               |               |  |    |                   |                   |                   |  |
|  | 1S                    | Mieleras              | 1S                    | Mieleras    | 3  | 3             |               |               |  |    |                   |                   |                   |  |
|  | 1S                    | Mieleras              |                       |             |    |               |               |               |  |    |                   |                   |                   |  |
|  | 4N                    | Toritas               | 0                     |             |    |               |               |               |  |    |                   |                   |                   |  |
|  | 4N                    | Toritas               | 0                     |             | 1S | Mieleras      | 3             |               |  |    |                   |                   |                   |  |
|  |                       |                       |                       |             | 1S | Mieleras      | 3             |               |  |    |                   |                   |                   |  |
|  |                       |                       | 3S                    | CB Cinnamon | 0  |               |               |               |  |    |                   |                   |                   |  |
|  | 2N                    | Mineras               | 3S                    | CB Cinnamon | 0  | 1             |               |               |  |    |                   |                   |                   |  |
|  | 2N                    | Mineras               |                       |             |    |               |               |               |  |    |                   |                   |                   |  |
|  | 3S                    | CB Cinnamon           | 3                     |             |    |               |               |               |  |    |                   |                   |                   |  |
|  | 3S                    | CB Cinnamon           | 3                     |             |    |               |               |               |  |    |                   |                   |                   |  |
|  |                       |                       |                       |             |    |               |               |               |  |    |                   |                   |                   |  |

#### Cuartos de final

###### (1N) Libélulas de CDMX vs. (4S) Blueskas de CDMX
| 23 de marzo, 20:00 | Libélulas de CDMX                                                      | 74–43                | Blueskas de CDMX                                                             | CDMX |  |
|                    | Parciales: 19-9, 21-7, 14-13, 20-14                                    |                      |                                                                              | |  |
|                    | Estadísticas Montserrat Oñate (16) 4 jugadoras (6) Ingrid Martínez (3) | Reporte Pts Reb Asts | Estadísticas (10) Paola Benítez (9) Paola Benítez (2) C. Gallegos, G. Medina | Pabellón: Deportivo Victoria de las Democracias Árbitros: Sandra Cazarez Yanis Repilado Marisol Mariscal |  |

| 24 de marzo, 17:00 | Libélulas de CDMX                                                                 | 87–42                | Blueskas de CDMX                                                   | CDMX |  |
|                    | Parciales: 22-7, 22-9, 28-14, 15-12                                               |                      |                                                                    | |  |
|                    | Estadísticas Montserrat Oñate (15) Montserrat Oñate (8) I. Martínez, C. López (3) | Reporte Pts Reb Asts | Estadísticas (12) Sayuri López (9) Paola Benítez (4) Paola Benítez | Pabellón: Deportivo Victoria de las Democracias Árbitros: Carlos Contreras Mario Martínez Diana Mariscal |  |

| 7 de abril, 17:00 | Blueskas de CDMX                                                         | 42–82                | Libélulas de CDMX                                                                    | CDMX |  |
|                   | Parciales: 10-14, 12-19, 6-29, 14-20                                     |                      |                                                                                      | |  |
|                   | Estadísticas Truth Iny Ce Taylor (10) Nancy Femin (6) Seis jugadoras (1) | Reporte Pts Reb Asts | Estadísticas (18) Jazmín Valenzuela (12) Montserrat Oñate (7) C. López, D. Rodríguez | Pabellón: Gimnasio Olímpico Juan de la Barrera Árbitros: Carlos Contreras Yanisleydis Repilado Sandra Cazares |  |

###### (2S) Avispas de Guerrero vs. (3N) Quetzales Sajoma
| 23 de marzo. 19:00 | Avispas de Guerrero   | 62–89   | Quetzales Sajoma | Chilpancingo, Gro.        |  |
|                    | Parciales: -, -, -, - |         |                  |                           |  |
|                    |                       | Reporte |                  | Pabellón: Domo del SUSPEG |  |

| 24 de marzo, 12:00 | Avispas de Guerrero   | 71–56   | Quetzales Sajoma | Chilpancingo, Gro.        |  |
|                    | Parciales: -, -, -, - |         |                  |                           |  |
|                    |                       | Reporte |                  | Pabellón: Domo del SUSPEG |  |

| 6 de abril, 19:00 | Quetzales Sajoma                                                      | 79–70                | Avispas de Guerrero                                                 | CDMX                                                                                           |  |
|                   | Parciales: 14-24, 27-13, 23-11, 15-22                                 |                      |                                                                     |                                                                                                |  |
|                   | Estadísticas Clenia Noblet (24) Clenia Noblet (15) Janeth Ramírez (7) | Reporte Pts Reb Asts | Estadísticas (17) Adis Blanco (10) Janitzi Radilla (5) Stefi Abarca | Pabellón: Deportivo Santos Degollado Árbitros: Sandra Cazares Yanis Replidado Marisol Mariscal |  |

| 7 de abril, 17:00 | Quetzales Sajoma                                                        | 96–63                | Avispas de Guerrero                                                       | CDMX                                                                                      |  |
|                   | Parciales: 26-12, 21-7, 25-18, 24-26                                    |                      |                                                                           |                                                                                           |  |
|                   | Estadísticas Sthepanie Donna (26) Clenia Noblet (15) Janeth Ramírez (6) | Reporte Pts Reb Asts | Estadísticas (15) Adis Blanco (6) S. Abarca, K. Sandoval (4) Stefi Abarca | Pabellón: Deportivo Santos Degollado Árbitros: Pedro Jiménez Ana Chávez Guillermo Blancas |  |

###### (1S) Mieleras de Guanajuato vs. (4N) Toritas de Celaya
| 23 de marzo, 19:00 | Mieleras de Guanajuato                                                        | 95–43                | Toritas de Celaya                                                        | Guanajuato, Gto.                                                                                                |  |
|                    | Parciales: 36-10, 24-7, 19-9, 16-17                                           |                      |                                                                          | |  |
|                    | Estadísticas Karen Ruíz (21) Emmonnie Henderson (10) M. Castillo, K. Ruíz (5) | Reporte Pts Reb Asts | Estadísticas (13) Susana González (13) Melissa Oleaga (2) Tres jugadoras | Pabellón: Auditorio Municipal de Yerbabuena Árbitros: Juan Carlos Landeros Estrella Landeros Francisco Alvarado |  |

| 24 de marzo, 13:00 | Mieleras de Guanajuato                                                         | 102–49               | Toritas de Celaya                                                             | Guanajuato, Gto.                                                                                       |  |
|                    | Parciales: 28-12, 28-18, 22-12, 24-7                                           |                      |                                                                               | |  |
|                    | Estadísticas Emmonnie Henderson (22) Emmonnie Henderson (10) Valeria Muñoz (7) | Reporte Pts Reb Asts | Estadísticas (10) Luz Pamela Martínez (10) Melissa Oleaga (6) Susana González | Pabellón: Auditorio Municipal de Yerbabuena Árbitros: Jesús Alvarado Manuel Espinoza Maricruz Martínez |  |

| 6 de abril, 19:00 | Toritas de Celaya                                                        | 50–92                | Mieleras de Guanajuato                                                                   | Celaya, Gto                 |  |
|                   | Parciales: 12-26, 14-21, 12-27, 12-18                                    |                      |                                                                                          |                             |  |
|                   | Estadísticas Susana González (9) Diana Cervantes (5) Susana González (4) | Reporte Pts Reb Asts | Estadísticas (16) Patricia López (11) Emmonnie Lawan Henderson (2) V. Preciado, C. Perea | Pabellón: Gimnasio Míster Q |  |

###### (2N) Mineras de Zacatecas vs. (3S) CB Cinnamon
| 22 de marzo, 20:00 | Mineras de Zacatecas                                                                  | 56–67                | CB Cinnamon                                                                          | Zacatecas, Zac.                                                                            |  |
|                    | Parciales: 3-16, 13-23, 25-10, 15-18                                                  |                      |                                                                                      |                                                                                            |  |
|                    | Estadísticas Jessica Fairweather (20) Paola Estrada (10) F. Rubio, J. Fairweather (4) | Reporte Pts Reb Asts | Estadísticas (18) A.D. Domínguez, C. González (16) Mónica Moguel (6) Carmen González | Pabellón: Gimnasio Marcelino González Árbitros: Fabián Arévalo Maripaz Figueroa Omar Salas |  |

| 23 de marzo, 20:00 | Mineras de Zacatecas                                                   | 59–58                | CB Cinnamon                                                                                 | Zacatecas, Zac.                                                                            |  |
|                    | Parciales: 9-23, 22-18, 16-8, 12-9                                     |                      |                                                                                             |                                                                                            |  |
|                    | Estadísticas Joselyne Padilla (13) Paola Estrada (9) Paola Estrada (6) | Reporte Pts Reb Asts | Estadísticas (14) Alma Delfina Domínguez (12) Alexia González (4) A.D. Domínguez, J. Urbina | Pabellón: Gimnasio Marcelino González Árbitros: Zaide Bugdud Alfredo Martínez Daniel Rojas |  |

| 6 de abril, 20:00 | CB Cinnamon                                                          | 76–65                | Mineras de Zacatecas                                                                | CDMX                                                                                           |  |
|                   | Parciales: 25-20, 13-11, 15-22, 23-12                                |                      |                                                                                     |                                                                                                |  |
|                   | Estadísticas Alexia Laguna (19) Mónica Moguel (12) Alexia Laguna (5) | Reporte Pts Reb Asts | Estadísticas (21) Jessica Fairweather (10) Paola Estrada (3) Ma. de Jesús Rodríguez | Pabellón: Deportivo Victoria de las Democracias Árbitros: Jabin Zarco Eder Flores Iván Meneses |  |

| 7 de abril, 20:00 | CB Cinnamon                                                                | 79–69                | Mineras de Zacatecas                                                                 | CDMX                                                                                               |  |
|                   | Parciales: 20-19, 24-21, 26-13, 9-16                                       |                      |                                                                                      | |  |
|                   | Estadísticas Yuli Viveros (19) Yuli Viveros (15) A. Lagunas, J. Urbina (6) | Reporte Pts Reb Asts | Estadísticas (14) P. Estrada, M. Luna (8) Jessica Fairweather (3) Kasandra Hernández | Pabellón: Deportivo Victoria de las Democracias Árbitros: Diana Mariscal Aldo Urbano Jesús Arrieta |  |

#### Semifinales

###### (1N) Libélulas de CDMX vs. (3N) Quetzales Sajoma
| 12 de abril, 20:00 | Libélulas de CDMX                                                              | 86–74                | Quetzales Sajoma                                                                   | CDMX                                                                                                |  |
|                    | Parciales: 26-10, 19-18, 29-18, 12-28                                          |                      |                                                                                    | |  |
|                    | Estadísticas Justicia Castañeda (20) Justicia Castañeda (8) Carolina López (5) | Reporte Pts Reb Asts | Estadísticas (22) Andrea Jiménez (10) Stephanie Guiihon (4) J. Ramírez, A, Jiménez | Pabellón: Deportivo Victoria de las Democracias Árbitros: Andrés Sánchez Mario Martínez Hamira Ruíz |  |

| 14 de abril, 15:00 | Libélulas de CDMX                                                      | 73–61                | Quetzales Sajoma                                                     | CDMX |  |
|                    | Parciales: 16-15, 17-18, 27-12, 13-16                                  |                      |                                                                      | |  |
|                    | Estadísticas Carolina López (17) Carolina López (9) Carolina López (5) | Reporte Pts Reb Asts | Estadísticas (18) Clenia Noblet (8) Clenia Noblet (4) Andrea Jiménez | Pabellón: Deportivo Victoria de las Democracias Árbitros: Vicente Torres Erick López Yanisleydis Repilado |  |

| 17 de abril, 17:00 | Quetzales Sajoma      | 64–69   | Libélulas de CDMX | CDMX                                           |  |
|                    | Parciales: -, -, -, - |         |                   |                                                |  |
|                    |                       | Reporte |                   | Pabellón: Deportivo Santos Degollado Árbitros: |  |

###### (1S) Mieleras de Guanajuato vs. (3S) CB Cinnamon
| 14 de abril, 18:00 | Mieleras de Guanajuato                                              | 83–64                | CB Cinnamon                                                                    | Guanajuato, Gto.                                                                                    |  |
|                    | Parciales: 25-17, 23-13, 15-17, 20-17                               |                      |                                                                                | |  |
|                    | Estadísticas Emmonnie Henderson (16) Daniela Soto (8) Mayra Gil (5) | Reporte Pts Reb Asts | Estadísticas (29) Jormelys Urbina (8) Jormelys Urbina (5) F. Fausto, M. Moguel | Pabellón: Auditorio Municipal de Yerbabuena Árbitros: Estrella Landeros Pablo Sierra Jesús Alvarado |  |

| 15 de abril, 18:00 | Mieleras de Guanajuato                                               | 76–69                | CB Cinnamon                                                         | Guanajuato, Gto.                                                                                      |  |
|                    | Parciales: 11-21, 22-17, 17-18, 26-13                                |                      |                                                                     | |  |
|                    | Estadísticas Daniela Soto (23) Emmonnie Henderson (10) Mayra Gil (7) | Reporte Pts Reb Asts | Estadísticas (22) Yuli Viveros (16) Yuli Viveros (3) Tres jugadoras | Pabellón: Auditorio Municipal de Yerbabuena Árbitros: Manuel Espinoza Maricruz Martínez Jonathan Cruz |  |

| 19 de abril, 20:00 | CB Cinnamon                                                            | 62–70                | Mieleras de Guanajuato                                                       | CDMX |  |
|                    | Parciales: 18-17, 10-25, 18-14, 16-14                                  |                      |                                                                              | |  |
|                    | Estadísticas Yuli Viveros (21) Jormelys Urbina (10) Alma Domínguez (4) | Reporte Pts Reb Asts | Estadísticas (14) Frida González (11) Frida González (4) (14) Frida González | Pabellón: Deportivo Victoria de las Democracias Árbitros: Yanisleidy Repilado José Luis Valdez Hernán Zárate |  |

#### Final

###### (1N) Libélulas de CDMX vs. (1S) Mieleras de Guanajuato
| 26 de abril, 19:00 | Mieleras de Guanajuato                                                   | 86–69                | Libélulas de CDMX                                                        | Guanajuato, Gto.                                                                                |  |
|                    | Parciales: 31-12, 13-22, 21-13, 21-22                                    |                      |                                                                          |                                                                                                 |  |
|                    | Estadísticas Verónica Preciado (23) Emmonnie Henderson (10) Maya Gil (4) | Reporte Pts Reb Asts | Estadísticas (16) Kourtni Perry (12) Kourtni Perry (4) Paulina Rodríguez | Pabellón: Auditorio Municipal de Yerbabuena Árbitros: Edith Adame Marypaz Figueroa Zaidé Bujdud |  |

| 27 de abril, 19:00 | Mieleras de Guanajuato                                              | 62–64                | Libélulas de CDMX                                                       | Guanajuato, Gto.                                                                                |  |
|                    | Parciales: 19-13, 18-21, 15-11, 10-19                               |                      |                                                                         |                                                                                                 |  |
|                    | Estadísticas Mayra Gil (16) Emmonnie Henderson (9) Daniela Soto (3) | Reporte Pts Reb Asts | Estadísticas (18) Carolina López (13) Carolina López (6) Carolina López | Pabellón: Auditorio Municipal de Yerbabuena Árbitros: Edith Adame Marypaz Figueroa Zaidé Bujdud |  |

| 30 de abril, 20:00 | Libélulas de CDMX                                                           | 61–70                | Mieleras de Guanajuato                                                    | CDMX                                                                                               |  |
|                    | Parciales: 12-14, 14-14, 25-17, 10-25                                       |                      |                                                                           | |  |
|                    | Estadísticas Kourtni Perry (15) Kourtni Perry (6) I. Martínez, C. López (5) | Reporte Pts Reb Asts | Estadísticas (16) Verónica Preciado (8) Frida González (4) Frida González | Pabellón: Deportivo Victoria de las Democracias Árbitros: Adoniz Chávez Nancy Romo Roxana Martínez |  |

| 1 de mayo, 20:00 | Libélulas de CDMX                                                              | 45–60                | Mieleras de Guanajuato                                                               | CDMX                                                                                             |  |
|                  | Parciales: 11-11, 17-12, 5-21, 12-16                                           |                      |                                                                                      |                                                                                                  |  |
|                  | Estadísticas Carolina López (11) K. Perry, M. Oñate (7) Justicia Castañeda (3) | Reporte Pts Reb Asts | Estadísticas (15) Emmonnie Henderson (8) D. Soto, E. Henderson (2) B. Shine, D. Soto | Pabellón: Deportivo Victoria de las Democracias Árbitros: Nancy Romo Adoniz Chávez Laura Galindo |  |

### Juego de Estrellas
El Juego de Estrellas 2024 se realizó el miércoles 3 de abril en el Auditorio Municipal de Yerbabuena "La Colmena" de Guanajuato, Guanajuato, casa de las Mieleras de Guanajuato.
La Zona Norte se impuso a la Zona Sur con marcador final de 84 - 68. Annel Selene Tapia Suazo es nombrada la MVP del partido.

#### Equipos
| Nombre                                       | Equipo           |                  |                  |
| Quinteto Inicial                             | Quinteto Inicial | Quinteto Inicial | Quinteto Inicial |
| -------------------------------------------- | ---------------- | ---------------- | ---------------- |
| 18 Karla Alejandra Martínez Hidalgo          | Mineras          |                  |                  |
| 24 Ingrid Martínez Treviño                   | Libélulas        |                  |                  |
| 12 Clenia Noblet Salazar                     | Quetzales        |                  |                  |
| 5 Susana González Torres                     | Toritas          |                  |                  |
| 7 Raisa Ilena Valdés López                   | Husky's          |                  |                  |
| Reservas                                     |                  |                  |                  |
| 13 Joselyne Lizbeth Padilla Covarrubias      | Mineras          |                  |                  |
| 20 Justicia Mia Castañeda                    | Libélulas        |                  |                  |
| 8 Annel Selene Tapia Suazo                   | Libélulas        |                  |                  |
| 15 Melissa Gutiérrez Espejel                 | Quetzales        |                  |                  |
| 12 Denisse Guadalupe Tejada Sáenz            | Toritas          |                  |                  |
| 19 Karla Inés Machuca Morales                | Husky's          |                  |                  |
| Entrenador: Lisandro Leone (Libélulas)       |                  |                  |                  |
| Asistente: Eduardo Pérez Hernández (Mineras) |                  |                  |                  |

| Nombre                                            | Equipo           |                  |                  |
| Quinteto Inicial                                  | Quinteto Inicial | Quinteto Inicial | Quinteto Inicial |
| ------------------------------------------------- | ---------------- | ---------------- | ---------------- |
| 19 Emmonnie Lawan Henderson                       | Mieleras         |                  |                  |
| 13 Mayra Gil Ramírez                              | Mieleras         |                  |                  |
| 24 Verónica Isabel Preciado                       | Mieleras         |                  |                  |
| 22 Jormelys Angélica Urbina Manrique              | Cinnamon         |                  |                  |
| 9 Gabriela Castrejón Morales                      | Avispas          |                  |                  |
| Reservas                                          |                  |                  |                  |
| 10 Cecilia Alejandra Cano Ávila                   | Blueskas         |                  |                  |
| 5 Gisselle Medina Vargas                          | Blueskas         |                  |                  |
| 14 Mónica Moguel Farrera                          | Cinnamon         |                  |                  |
| 15 Stefi Amaranta Abarca Cruz                     | Avispas          |                  |                  |
| 21 Valeria Alejandra Chacón Meléndez              | Sel U-18 Fem     |                  |                  |
| 00 Grecia Sophia Martínez Gudiño                  | Sel U-18 Fem     |                  |                  |
| Entrenador: José Carlo Villegas Flores (Mieleras) |                  |                  |                  |
| Asistente: Juan Alberto López (Avispas)           |                  |                  |                  |

 =  Cuenta con nacionalidad mexicana. 

#### Concurso de Habilidades
| Jugador                         | Equipo       | 1.ª Ronda | 2.ª Ronda | Final   |
| ------------------------------- | ------------ | --------- | --------- | ------- |
| Maria de Jesús Rodríguez Alaniz | Mineras      | 48.72 s   | 33.21 s   | 36.47   |
| Cinthya Perea Arana             | Mieleras     | 36.15 s   | 35.06 s   | 41.26 s |
| Gisselle Medina Vargas          | Blueskas     | 54.02 s   | 41.83 s   | DNQ     |
| Susana González Torres          | Toritas      | 40.66 s   | 69.26 s   | DNQ     |
| Grecia Sophia Martínez Gudiño   | Sel U-18 Fem | 57.33 s   | DNQ       | DNQ     |
| Tania García Rodríguez          | Quetzales    | 62.51 s   | DNQ       | DNQ     |
| Karla Inés Machuca Morales      | Husky's      | 64.69 s   | DNQ       | DNQ     |
| Gabriela Castrejón Morales      | Avispas      | 67.91 s   | DNQ       | DNQ     |
| Edrei Hernández Salas           | Husky's      | 75.22 s   | DNQ       | DNQ     |

#### Concurso de Triples
| Jugador                           | Equipo       | 1.ª Ronda | 2.ª Ronda | Final |
| --------------------------------- | ------------ | --------- | --------- | ----- |
| Janeth Ramírez Mendoza            | Quetzales    | 11        | 14        | 15    |
| Karen Lizeth Ruiz Padilla         | Mieleras     | 14        | 12        | 14    |
| Stefi Amaranta Abarca Cruz        | Avispas      | 13        | 11        | DNQ   |
| Ingrid Martínez Treviño           | Libélulas    | 17        | 9         | DNQ   |
| Cecilia Alejandra Cano Ávila      | Blueskas     | 10        | 9         | DNQ   |
| Justicia Mia Castañeda            | Libélulas    | 9         | DNQ       | DNQ   |
| Mónica Moguel Farrera             | Cinnamon     | 9         | DNQ       | DNQ   |
| Denisse Guadalupe Tejada Sáenz    | Toritas      | 8         | DNQ       | DNQ   |
| María de Jesús Rodríguez Alaniz   | Mineras      | 7         | DNQ       | DNQ   |
| Valeria Alejandra Chacón Meléndez | Sel U-18 Fem | 5         | DNQ       | DNQ   |

 =  Cuenta con nacionalidad mexicana. 